# Cristián
Cristián o Cristian son nombres propios masculinos de origen griego en su variante en español. Provienen del latín christianus y este del griego Χριστιανός, con el significado de cristiano (seguidor de Cristo, siendo esta palabra a su vez procedente del griego, donde significa el ungido).

## Santoral
13 de noviembre: San Cristián, mártir, ermitaño camaldulense en Polonia (1005).
En el santoral ortodoxo, se celebra el 6 de junio (24 de mayo; un bebé que murió como mártir junto a sus padres, por su fe en Cristo)

## Variantes
- Femenino: Cristina, Cristiana, Christiane, Christina, Cristiane, Christiana.
- Diminutivo: Cris.

### Variantes en otros idiomas
| Variantes en otras lenguas | Variantes en otras lenguas |
| -------------------------- | -------------------------- |
| Español                    | Cristián, Cristian         |
| Alemán                     | Christian                  |
| Bretón                     | Christian                  |
| Catalán                    | Cristian                   |
| Checo                      | Kristián                   |
| Croata                     | Kristijan                  |
| Danés                      | Christian                  |
| Eslovaco                   | Kristián                   |
| Esloveno                   | Kristjan                   |
| Esperanto                  | Kristiano                  |
| Finlandés                  | Kristian                   |
| Francés                    | Chrétien, Christian        |
| Gallego                    | Cristiano                  |
| Georgiano                  | ქრისტიან (Khristian)       |
| Griego                     | Χριστιανός (Christianos)   |
| Húngaro                    | Krisztián, Keresztély      |
| Inglés                     | Christian                  |
| Islandés                   | Kristján                   |
| Italiano                   | Cristiano                  |
| Latín                      | Christianus                |
| Letón                      | Krišjānis                  |
| Lituano                    | Kristijonas                |
| Neerlandés                 | Christiaan                 |
| Noruego                    | Kristian                   |
| Polaco                     | Krystian                   |
| Portugués                  | Cristiano, Cristião        |
| Rumano                     | Cristian                   |
| Ruso                       | Кристиан (Kristian)        |
| Sardo                      | Cristiànu                  |
| Sueco                      | Kristian                   |
| Ucraniano                  | Крістіан (Kristian)        |